# Pałac w Kustyniu
Pałac w Kustyniu – pałac wybudowany według projektu Szymona Bogumiła Zuga ( 1733-1807) dla chorążego Jana Kazimierza Steckiego (1730-1820). Po Janie dobra przeszły na jego syna Józefa Steckiego (1767-1832), po nim zaś, na wnuka Ludwika Steckiego (1795-1859). Kolejnym dziedzicem był Witold Stecki (1846-1920).
Piętrowy pałac zbudowany na planie prostokąta, kryty dachem czterospadowym.  Główne wejście w piętrowym portyku zwieńczonym trójkątnym frontonem. Portyk przedzielony jest balkonem z balustradą, podtrzymywanym czterema kolumnami doryckimi.
Obiekt pod koniec XIX w. stał pusty, ponieważ właściciele za siedzibę wybrali sobie rezydencję w Iwańczycach.
Ostatnim właścicielem Kustyna był Ksawery Jodko-Narkiewicz, ożeniony z Ireną Siemiątkowską, wnuczką Jana.